# Kostel Nanebevzetí Panny Marie (Kynšperk nad Ohří)
Kostel Nanebevzetí Panny Marie je římskokatolický filiální, v minulosti farní kostel v Kynšperku nad Ohří v okrese Sokolov v Karlovarském kraji. Od roku 1963 je kostel spolu s farou chráněn jako kulturní památka České republiky. V blízkosti kostela u fary stojí socha Panny Marie Immaculaty, rovněž prohlášená kulturní památkou.

## Historie
Původní podoba kostela není známá, neví se ani, kde přesně kostel stál. Předpokládá se, že stával v blízkosti historického hradu. Král Václav II. udělit roku 1286 patronátní právo ke kostelu českému Rytířskému řádu Křižovníků s červenou hvězdou, ale roku 1290 předal právo klášteru ve Waldsassenu. Až roku 1311, po dlouhých sporech, získali kostel zpět křížovníci. Současný barokní chrám byl na novém místě postaven v letech 1721 až 1727, již vně historického jádra. Kostel byl umístěn na návrší, kde stál již nevyhovující středověký kostel svaté Kunhuty. Stavbu vedl zkušený tepelský stavitel Jan Wolfgang Braunbock, který pro křížovnický řád vystavěl několik kostelů na Loketsku. Možná se podílel i na stavebním projektu kostela. Z původního kostela byly přeneseny některé památky, např. kámen s letopočtem 1543, který byl vsazen do jižní kostelní zdi, či pozdně gotická socha Madony z konce 15. století. Z kostela svaté Kunhuty byl přenesen náhrobek Jiřího Arnošta Hofmanna z Münchhofu, majitele statků Kamenný Dvůr a Mostov. Kostel patří městu Kynšperk nad Ohří a duchovní správu vykonávají příslušníci Rytířského řádu Křižovníků s červenou hvězdou.

## Architektura
Kostel je jednolodní barokní stavbou s polygonálně uzavřeným presbytářem a dvojicí postranních dvoupatrových hranolových věží, umístěných do úhlu mezi loď a presbytář. Mezi věžemi zakončenými cibulovým zastřešením stál na vrcholu střechy původně sanktusník. Ten však poškodil požár roku 1824 a při opravě roku 1854 byl snesen. Západní průčelí s portálem je členěno dvojicemi pilastrů, okny, římsou a je ukončeno nástavcem se štítem. Rovněž boční fasády jsou členěny pilastry. Vedle kostela stojí kaple Olivetské hory.

## Interiér
Loď kostela se zkosenými rohy je sklenuta valenou klenbou s lunetami a pásy sbíhajícími na pilastry s bohatě zdobenými antikizujícími hlavicemi. Na vrcholu triumfálního oblouku se nachází křižovnický řádový znak. Po jeho stranách jsou postavy svaté Anežky a svatého Václava. Po stranách presbytáře jsou portály do sakristie a kaple, nad nimi se nacházejí dvoupatrové oratoře. Kruchta je nesena dvěma mohutnými pilíři, její balustrádový ochoz je zprohýbaný.
Interiér je vrcholně barokní, na jeho vzniku se podíleli sochař a řezbář Jakub Eberle a malíř Eliáš Dollhopf.

### Oltáře
Hlavní dřevěný sloupcový oltář je vysoký 12 metrů. Retabulum má výrazné kladí, nesené čtyřmi hladkými sloupy s korintskými hlavicemi. Nástavec je zdoben řezbářskou kompozicí Nejsvětější Trojice. Výzdobu oltáře doplňují postranní sochy a rozměrné oltářní plátno Nanebevzetí Panny Marie. Přestože se jedná o umělecky vysoce hodnotné dílo, není signováno ani datováno a jeho autorství není s jistotou určené. Předpokládá se umělec mimo region. Na evangelní straně je oltář vyzdobení sochami svaté Anny a svaté Heleny, na epištolní straně sochami svatého Augustina a svatého Jáchyma. Sochy pocházejí z roku 1765. Na epištolní straně lodi se nachází oltář svaté Anny. Na oltářní mense je tabernákl skříňkové typu, retabulum je neseno dvěma hladkými sloupy na zvlněných soklech, zdobených reliéfy svaté Magdaleny a poustevníka. Na dalších soklech stojí po stranách retabula dřevěné figury světců. Vpravo je svatá Barbora, vlevo svatá Voršila. V mělkém výklenku je sousoší svaté Anny Samotřetí.

### Gotická Madona
Jednoznačně nejcennějším dílem kostela je gotická socha Madony. Je to téměř 160 centimetrů vysoká socha, vyřezaná z lipového dřeva. Jedná se o tzv. Assumptu, Pannu Marii s Ježíškem stojící na srpku Měsíce. Výrazně štíhlý objem Madony se vyznačuje pouze lehkým esovitým prohnutím, jež je naznačeno pravou překročenou volnou nohou a sklonem hlavy. Horní polovina těla je znatelně prodloužena, šat ve spodní části přiléhá hladce k tělu. Neoděný vzpřímený Ježíšek je posazen na Mariině levé ruce a částečně se opírá o matčinu hruď. Na starých fotografiích je Madona vidět s barokními doplňky, korunou, žezlem a jablkem. Charakteristickým rysem kynšperské Madony je její líbezná dívčí tvář. Originál sošky Madony se nachází v řádovém depozitáři v Praze a v expozici sokolovského muzea je její kopie.

## Galerie

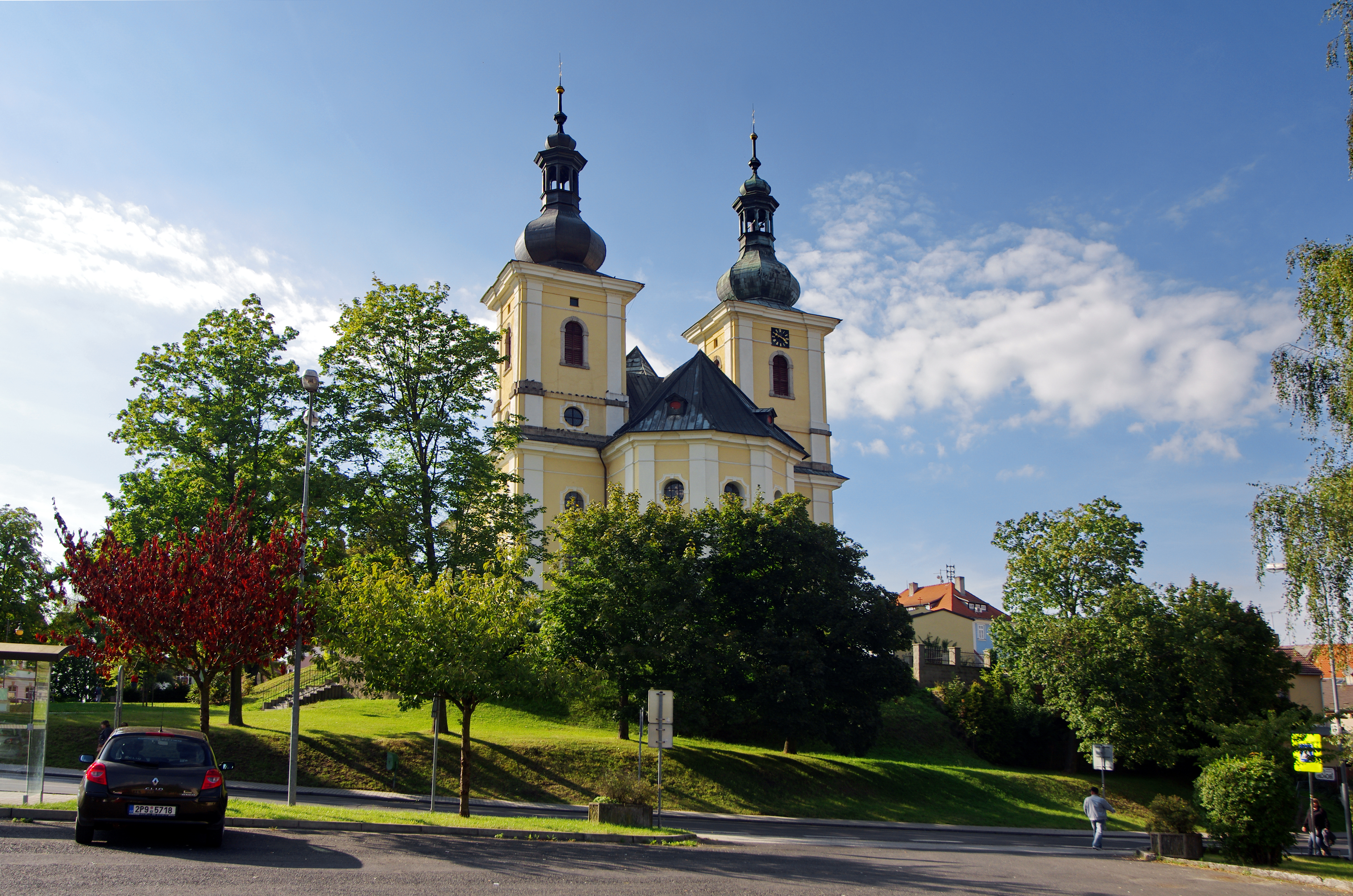
Pohled od jihozápadu
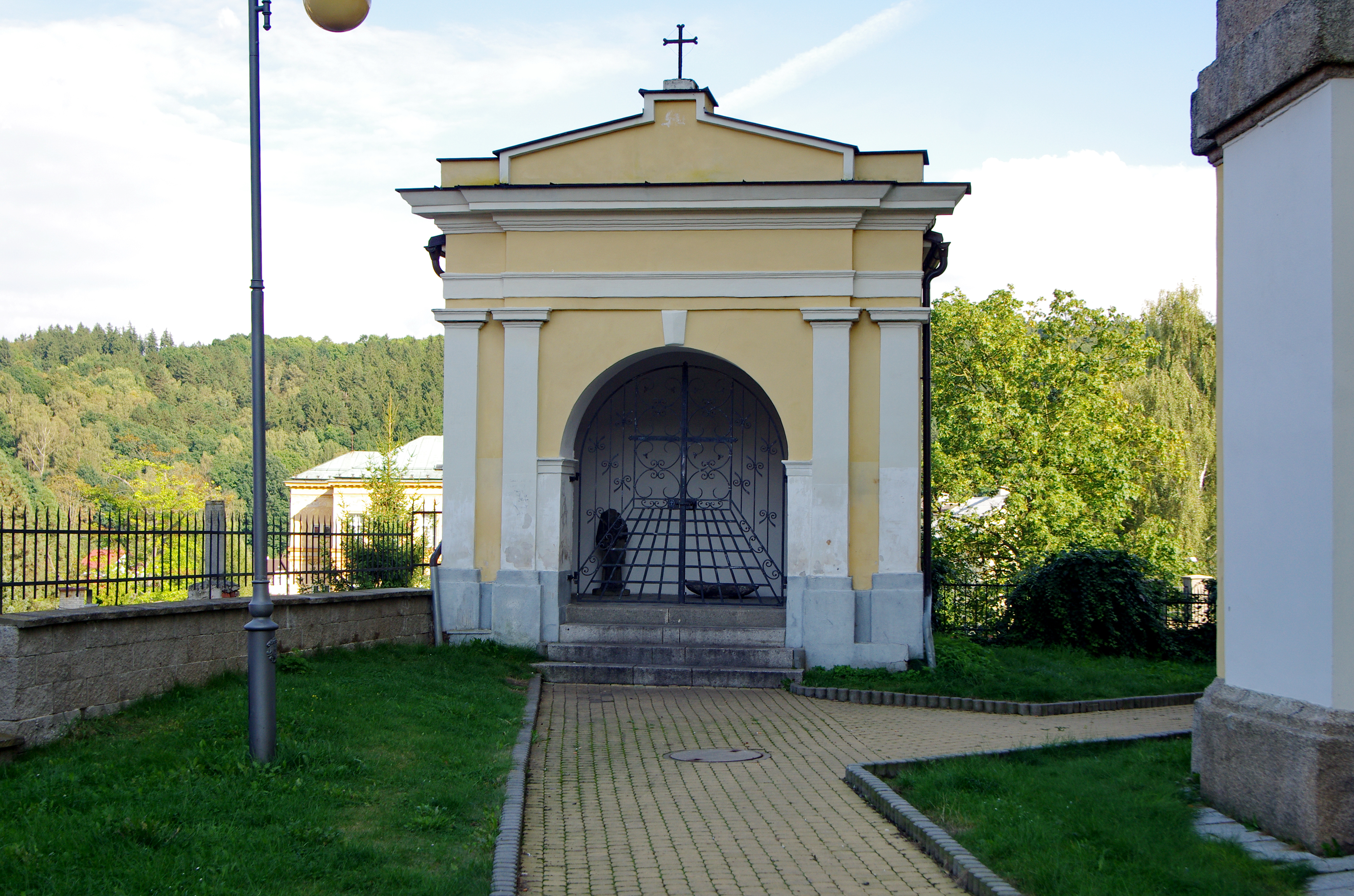
Kaple Olivetské hory
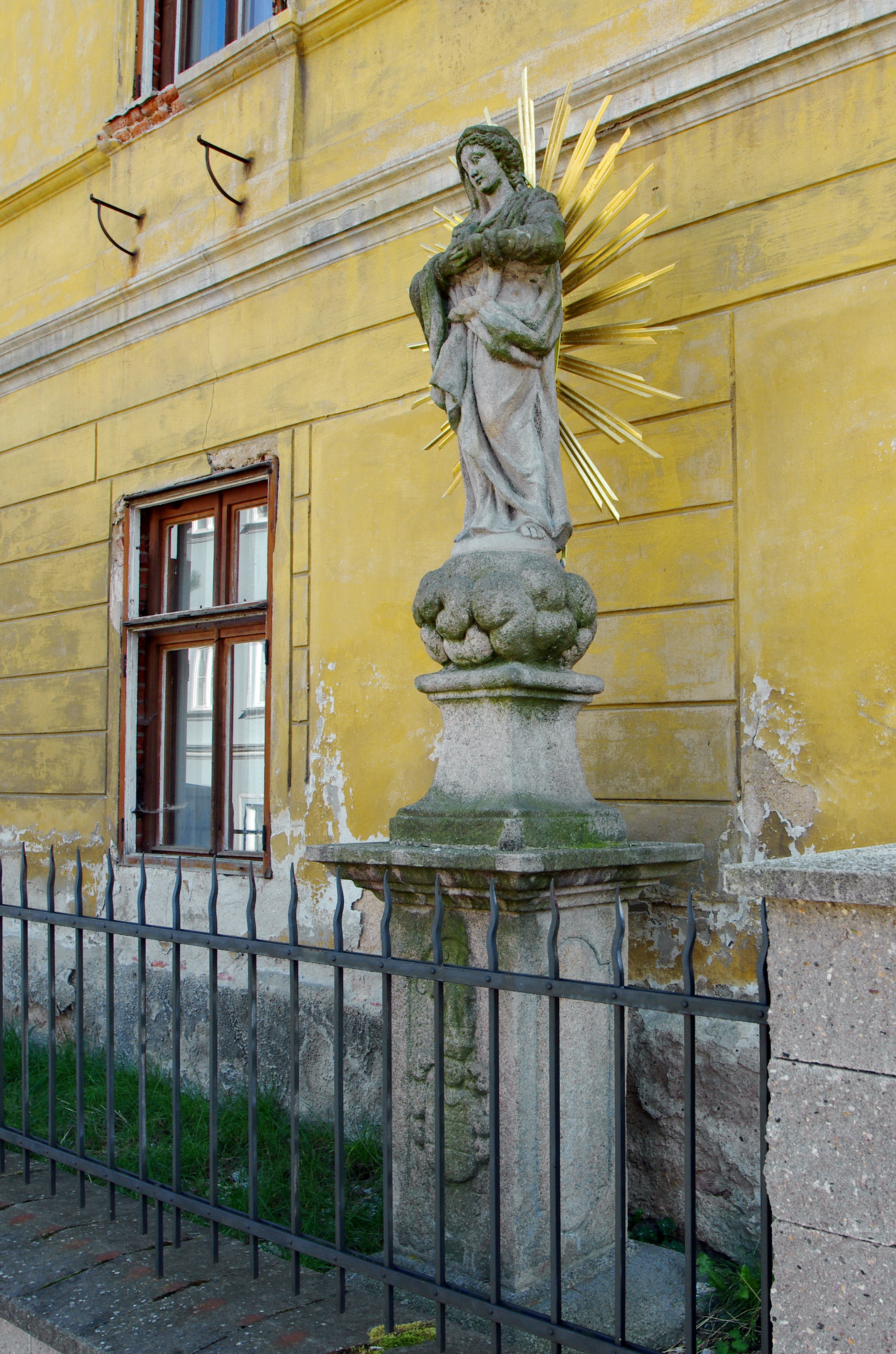
Socha Panny Marie Immaculaty
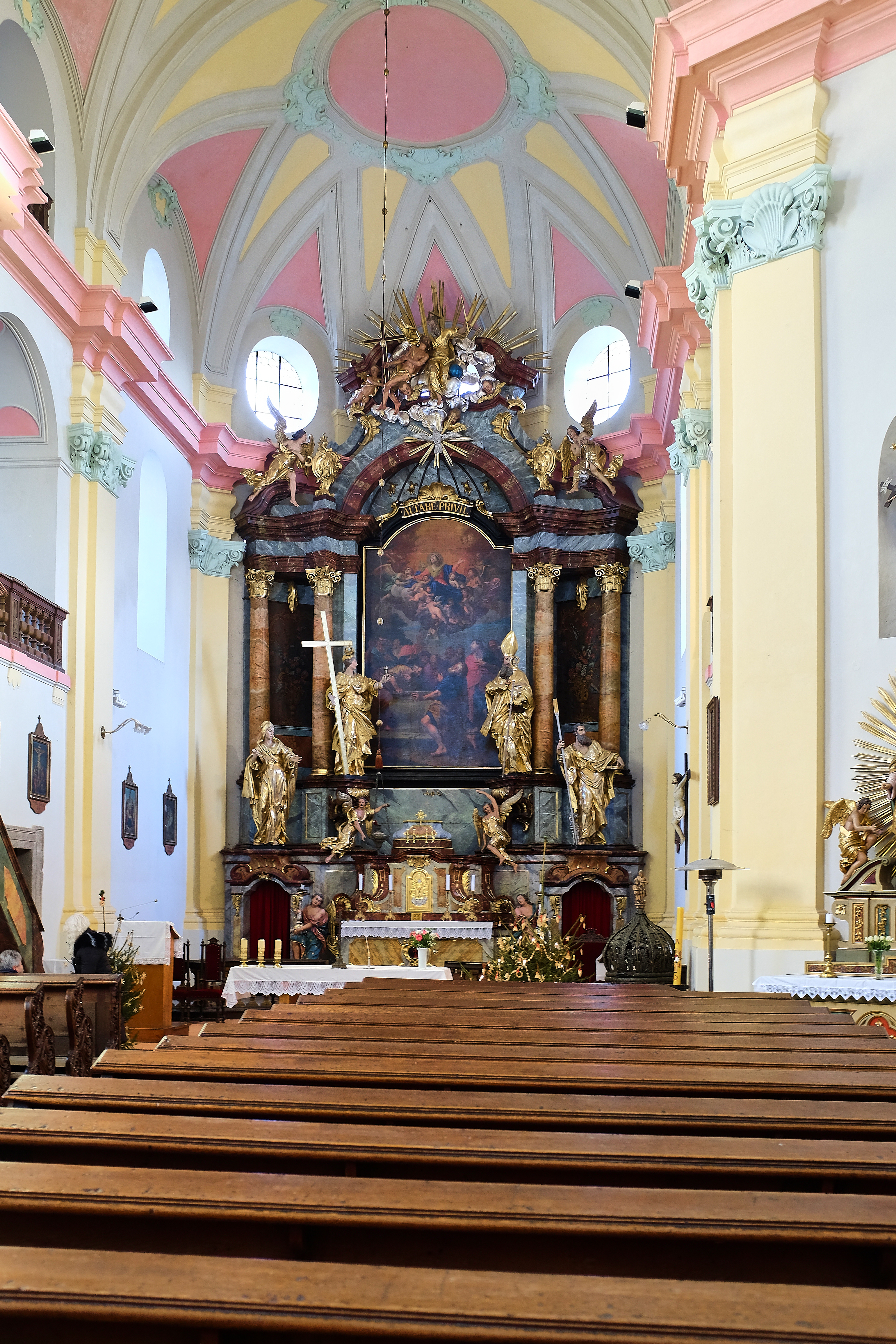
Hlavní oltář
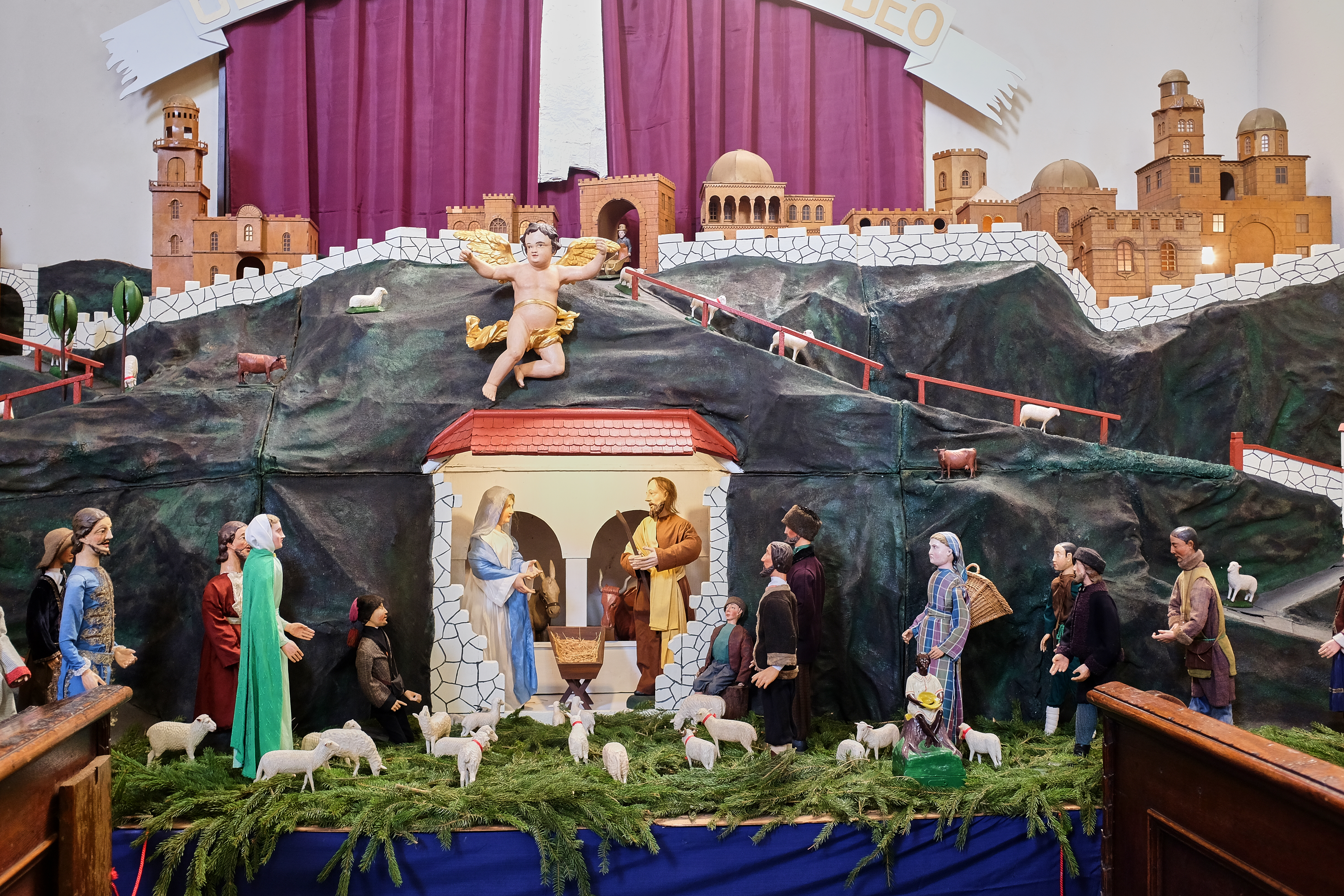
Betlém o vánocích 2024
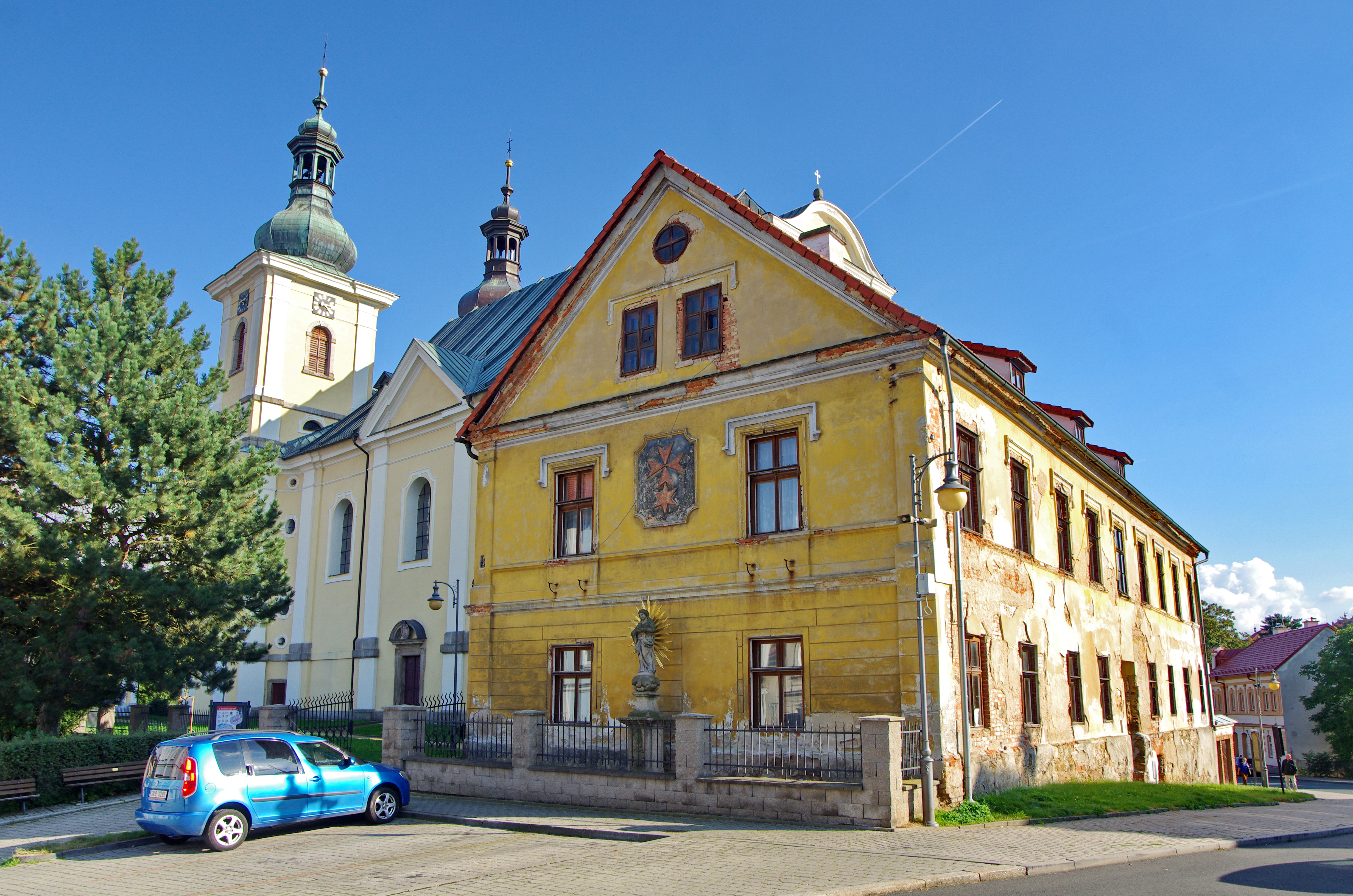
Fara
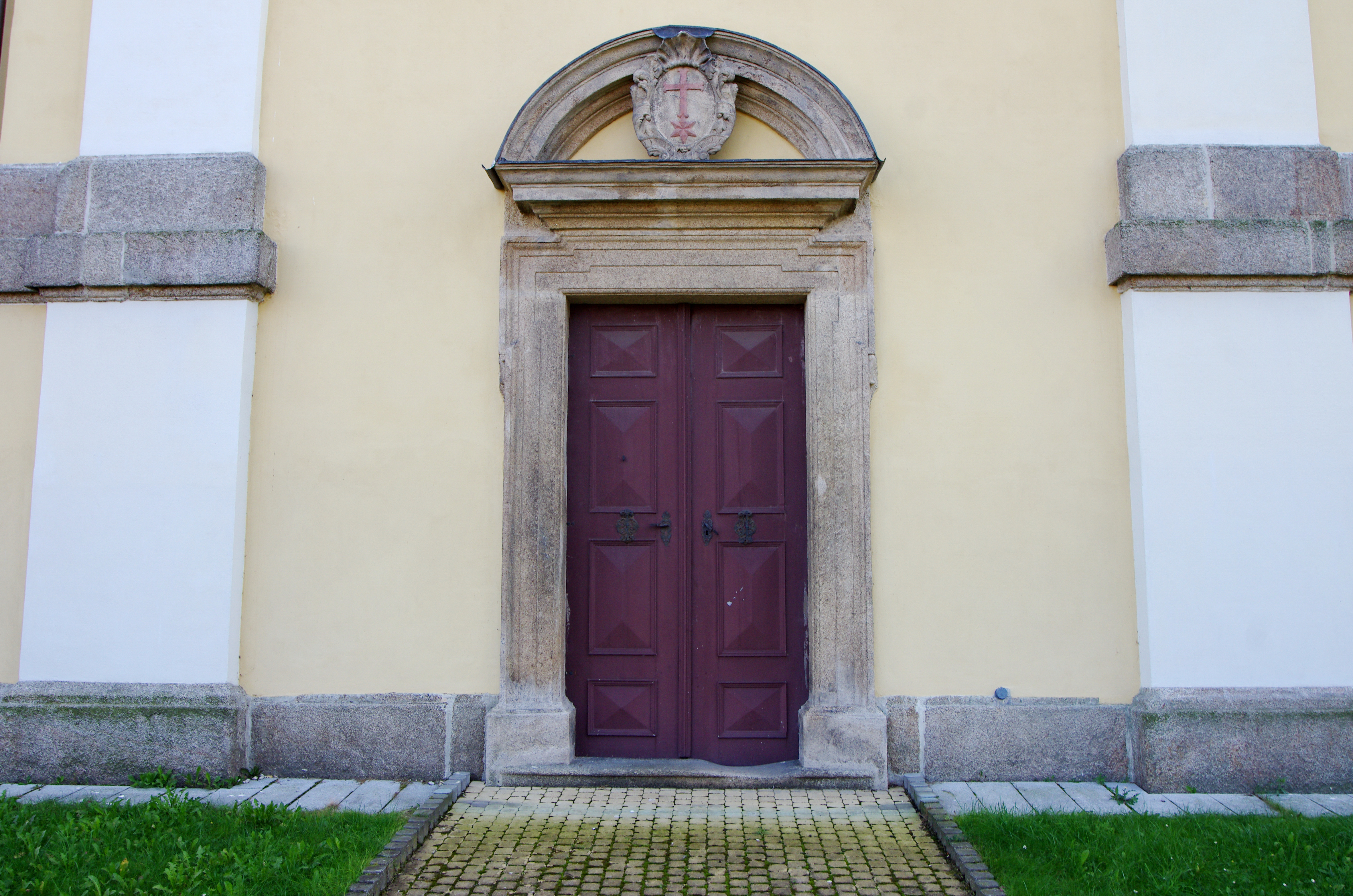
Severní portál
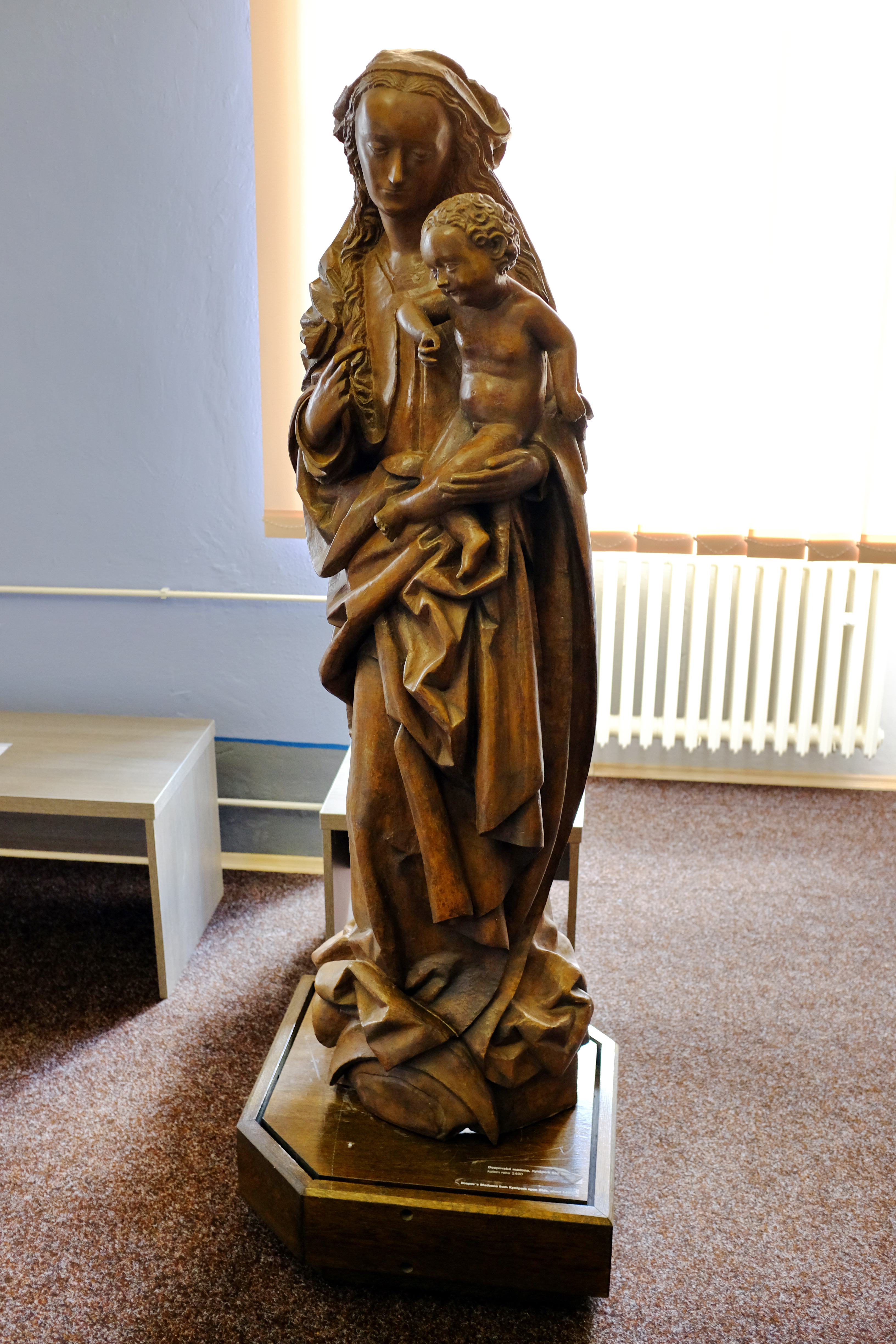
Gotická madona